# Hilma Svedal
Hilma Svedal, född Carlsson-Wounsch (även skrivet Carlsson-Wunsch) 2 oktober 1870 på Syd-Hällsö i Bohuslän, död 2 juli 1965 i Skee församling, var en svensk guldgrävare. Hon grundade på 1920-talet kulturträdgården och parken Alaska utanför Strömstad.

## Biografi

### Tidiga år, emigration
Hilma Svedal växte upp i ett nordbohuslänskt fiskarhem. I syskonskaran var hon äldst av sju systrar; dessutom hade hon tre äldre bröder. Som ung fick Svedal hjälpa både modern i hemmet och fadern med fisket. Familjen bodde på Syd-Hällsö, den västliga grannön till Norra Långön i Strömstads norra skärgård. Senare tog hon arbete på sillsalteri och som hembiträde. Hon gick på folkhögskola på Blomsholm.
På våren 1897 emigrerade hon till Nordamerika. Hon färdades som tredjeklasspassagerare med S/S Norway från Kristiania till New York, där hon arbetade som hembiträde i olika familjer under fyra år.
Därefter reste hon västerut, först med tåg till Sacramento och därefter med diligens till Portland i Oregon. Hon hade lockats av guldgrävarhistorierna om guldet i Klondike i Alaska och bestämde sig för att söka lyckan där. Från Seattle tog hon båt till Skagway i södra Alaska. Därifrån begav hon sig till kanadensiska Dawson City vid Yukonfloden via tåg och hjulångare.

### Livet i Alaska
Under tiden i Alaska/Yukon arbetade hon både som kokerska och med konditoriverksamhet för guldgrävarna, vilka ofta betalade i guldsand. Dessutom vaskade/grävde hon guld på egen hand eller i lag med andra. 
I Dawson City slog hon sig samman med några irländska ungdomar och tillsammans med dem for hon nedför floden. Efter ett par månader nådde de guldgrävarlägret Ruby. Därifrån fortsatte hon ensam med en bössa i handen mot ishavskusten där de rikaste fyndigheterna skulle finnas.
Hilma Svedal levde ofta primitivt, i tält. Under tiden i Alaska var hon tidvis bosatt i Nome och Nenana.
Hon träffade guldgrävaren John Svedal från Trondheim som hon 1912 gifte sig med. Tillsammans besökte de Sverige 1912 och 1925. Hon hade då ärvt sin tiondel av Norra Långön efter sin far och makarna Svedal bosatte sig i ett tält på hennes tomt på ön. John Svedal trivdes dock inte i Sverige utan återvände till USA, medan Hilma Svedal stannade kvar i Sverige.
Till Sverige förde Hilma Svedal en del av det guld hon hittat i Alaska.

### Alaska i Bohuslän
På sin arvslott, en tiondel av Norra Långön, började hon snart 60 år gammal att bygga sitt livsverk – turistbyn Alaska med byggnadsverken i Nordamerika och japanska trädgårdar i San Francisco som inspirationskälla. Hon påbörjade byggnationen i slutet av 1920-talet och blev klar med bygget tio år senare. I början av 1930-talet tog hon emot de första gästerna. Sten och snäckor hämtades från grannöarna, cementen köptes i Strömstad och Svedal forslade det hela till Alaska i sin eka.
På området konstruerades ett antal olika byggnadsverk och trädgårdsdelar, det mesta i sten eller betong och med en stor mängd blommande växter. På en klippavsats strax söder om trädgårdsanläggningen restes Vindarnas tempel, och längre in på ön konstruerades 1935 Golden Gate – två år innan hängbron restes över Golden Gate-sundet i Kalifornien. Idén till denna konstruktion och för värdshuset Golden Inn hämtades sannolikt från det tre år långa besöket hos systern Justina i San Francisco åren 1930–1933.
Hilma Svedal skötte om anläggningen Alaska fram till 1946. Då överlät hon, 76 år gammal, anläggningen till sin systerson Johan Carl Lundberg, medan hon själv flyttade in till ett hus på fastlandet nära Strömstad.

### Senare år och personlighet

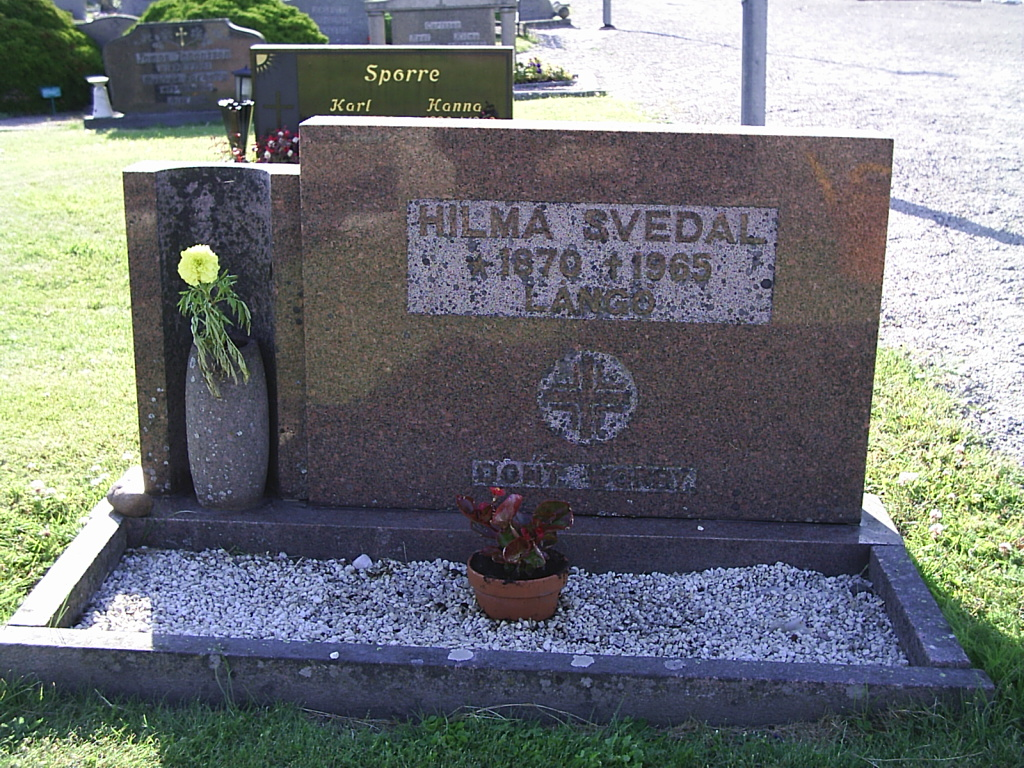
Hilma Svedals grav på Skee kyrkogård.

Hilma Svedal dog 1965. På hennes gravsten på Skee kyrkogård står hennes livsdevis "Don't worry!" ingraverad. Maken John Svedal hade avlidit sju år tidigare och gravsatts på Pioneers of Alaskas kyrkogård i Seward i Alaska. Paret skilde sig aldrig, trots att de levt åtskilda sedan 1925.
Svedal var präglad av buddhismens världsbild. I förklädesfickan hade hon hela tiden en buddafigur i elfenben; den hade hon fått av en kinesisk kock under sin tid i USA. Nattetid lade hon sin fetisch ovanpå radioapparaten vid nattygsbordet.